# József Kozma
József Kozma, né le 24 mars 1925, à Zalaegerszeg, en Hongrie et mort le 25 octobre 1994, à Budapest, en Hongrie, est un ancien joueur hongrois de basket-ball. 